# GPCR neuropeptidni receptor
GPCR neuropeptidni receptori su G protein spregnuti receptori koji vezuju različite neuropeptide. Članovi ove grupe receptora su:
- Neuropeptidni B/W receptor[1]
- Neuropeptidni FF receptor[2]
- Neuropeptidni S receptor[3]
- Neuropeptidni Y receptor[4]
  - Y1 - 
  - Y2 - 
  - Y4 - 
  - Y5 -

## Literatura
1. ↑  Singh G, Davenport AP (2006). „Neuropeptide B and W: neurotransmitters in an emerging G-protein-coupled receptor system”. Br. J. Pharmacol. 148 (8): 1033—41. PMC 1752024 . PMID 16847439. doi:10.1038/sj.bjp.0706825.
2. ↑  Elshourbagy NA, Ames RS, Fitzgerald LR, Foley JJ, Chambers JK, Szekeres PG, Evans NA, Schmidt DB, Buckley PT, Dytko GM, Murdock PR, Milligan G, Groarke DA, Tan KB, Shabon U, Nuthulaganti P, Wang DY, Wilson S, Bergsma DJ, Sarau HM (2000). „Receptor for the pain modulatory neuropeptides FF and AF is an orphan G protein-coupled receptor”. J. Biol. Chem. 275 (34): 25965—71. PMID 10851242. doi:10.1074/jbc.M004515200.
3. ↑  Vendelin J, Pulkkinen V, Rehn M, Pirskanen A, Räisänen-Sokolowski A, Laitinen A, Laitinen LA, Kere J, Laitinen T (2005). „Characterization of GPRA, a novel G protein-coupled receptor related to asthma”. Am. J. Respir. Cell Mol. Biol. 33 (3): 262—70. PMID 15947423. doi:10.1165/rcmb.2004-0405OC.
4. ↑  Larhammar D, Salaneck E (2004). „Molecular evolution of NPY receptor subtypes”. Neuropeptides. 38 (4): 141—51. PMID 15337367. doi:10.1016/j.npep.2004.06.002.

## Spoljašnje veze
- „G-Protein Coupled Receptors”. IUPHAR Database of Receptors and Ion Channels. International Union of Basic and Clinical Pharmacology.[мртва веза]
- Neuropeptide+Receptor на 